# Пермяков Олексій Володимирович
Олексій Володимирович Пермяков (рос. Алексей Владимирович Пермяков; народився 1 травня 1977 у м. Свердловську, СРСР) — російський хокеїст, нападник. 
Вихованець хокейної школи «Автомобіліст» (Єкатеринбург). Виступав за «Автомобіліст» (Єкатеринбург), «Спартак» (Єкатеринбург), «Динамо-Енергія» (Єкатеринбург), «Кедр» (Новоуральськ), «Німан» (Гродно), ХК «Гомель», «Керамін» (Мінськ), «Шахтар» (Солігорськ).
Чемпіон Білорусі (2008), срібний призер (2007). Володар Кубка Білорусі (2008).